# Heinz Schulz-Neudamm

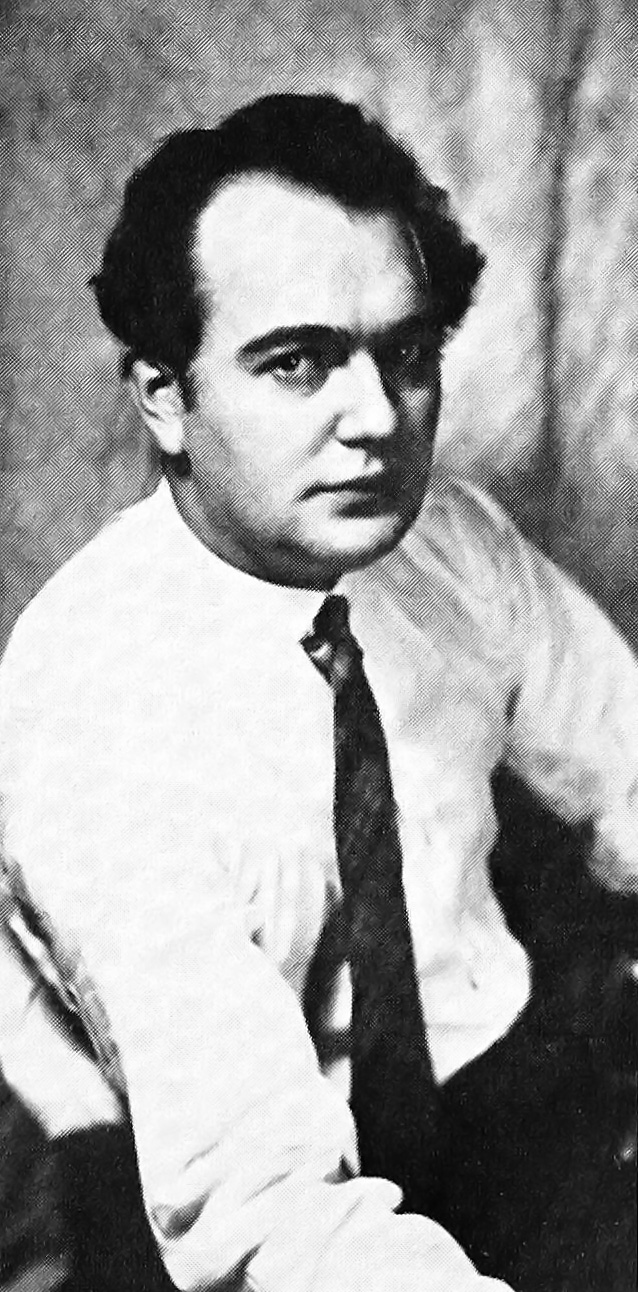
Heinz Schulz-Neudamm (um 1929)

Heinz Schulz-Neudamm (* 7. Juli 1899 in Neudamm, Kreis Königsberg, Neumark; † 13. Mai 1969 in Wiesbaden; eigentlich Paul Heinz Otto Schulz) war ein deutscher Grafiker und Illustrator.
Bis in die vierziger Jahre in Berlin tätig, entwarf Schulz, der sich nach seinem Geburtsort Schulz-Neudamm nannte, zahlreiche Werbegestaltungen für verschiedene Filmfirmen – so etwa zu Tagebuch einer Verlorenen (1929) oder Vererbte Triebe (1929). Überwiegend arbeitete er jedoch für deutsche Vertretungen amerikanischer Verleihfirmen, darunter die Deutsche Fox (später die 20th Century Fox), die Deutsche Universal Film AG, die Parufamet und Metro-Goldwyn-Mayer. Er gestaltete vorwiegend deutsche Erstaufführungsplakate zu amerikanischen Spielfilmen, zum Beispiel zu Anna Karenina (1935, mit Greta Garbo) und Meuterei auf der Bounty / Mutiny On The Bounty (1935, mit Charles Laughton und Clark Gable).
Schulz-Neudamm war verantwortlich für die Gestaltung der ParUfaMet-Pressehefte und des Paramount-Journals. Daneben entwarf er auch Illustrationen, darunter Porträtskizzen für die Zeitschrift Filmillustrierte. Seit Beginn der 1950er Jahre lebte Schulz-Neudamm in Wiesbaden, wo er weiterhin für die Filmindustrie, unter anderem die United Artists, arbeitete.
Die Originalzeichnung des Plakats für den Filmklassiker Metropolis wurde im November 2005 in London für den Rekordpreis von 398.000 Pfund Sterling verkauft.

## Bedeutende Filmplakate
- Abenteuer in der Südsee (USA 1942), 20 Century Fox 1948, 86 × 61 cm
- Alexander der Große (USA 1956), United Artists 1956, 84,1 × 118 cm
- Anna Karenina (USA 1935), 1935, 142 × 95 cm
- Arabische Nächte (USA 1942, mit Maria Montez und Sabu), Universal Pictures 1949, 86 × 61 cm
- Arzt und Dämon (USA 1940), 1949, 86 × 61 cm
- Auf leben und Tod (1949), 85 × 61 cm
- Der letzte Befehl (1927) 136 × 92 cm (ParaUfaMet, Emil Jannings Oscarrolle)
- Es lebe die Liebe (D 1944), 1950, 86 × 61 cm
- Rembrandt (D 1942, mit Herta Feiler), 1950, 84 × 60 cm
- Die fliegende Flotte (USA 1929), 1930, 137 × 94,5 cm
- Frauen für Golden Hill (D 1938), 1950, 85 × 60,5 cm
- Das Geheimnis von Malampur / The Letter (USA 1949), Warner Bros. 1949, 82 × 59 cm, Druck: Lindemann & Lüdecke, Berlin.
Eine sw-Abbildung enthalten in: Plakate Jörg Weigelt Auktionen Nr. 6, am 28. Mai 1988, Seite 62, Position 281.
- Gullivers Reisen (USA 1939), Paramount 1949, 85 × 61 cm
- Herr des Wilden Westens (USA 1939), Warner Bros. 1949, 85 × 61 cm
- Hotel Stadt Lemberg (USA 1926), 1926, 140,5 × 94 cm
- Ich war FBI Mann M.C. (USA 1950, mit Frank Lovejoy), Warner Bros. 1964, 84 × 60 cm
- Im Zeichen des Zorro (USA 1949, mit Tyrone Power und Linda Darnell), 20th Century Fox 1949, 84 × 59 cm, Druck: Druckhaus Tempelhof, Berlin.
Eine sw-Abbildung enthalten in: Plakate Jörg Weigelt Auktionen Nr. 6, am 28. Mai 1988, Seite 63, Position 287.
- In 80 Tagen um die Welt (USA 1957), United Artists 1957, 85 × 61 cm
- Jede Frau hat etwas (D 1931), 1931, 136 × 92 cm
- Jimmy und die Piraten (USA 1959), United Artists 1959, 84 × 60 cm
- Der jüngste Leutnant (USA 1929), 1929, 109 × 91,5 cm
- Marquis d’Eon, der Spion der Pompadour (D 1928), 1928, 138 × 89,5 cm
- Meine Freundin Josefine (D 1942), 1950, 86,5 × 61 cm
- Metropolis (D 1926), UFA 1926, 211 × 96 cm
Plakatbbildung enthalten in: Das UFA-Plakat – Seite 69. Exportplakat ohne Verleihangaben und Credits.
Ein Plakat mit diesem Motiv soll von der Reel Poster Gallery, London, für den Rekordpreis von 398.000 Pfund Sterling (ca. 580.000 Euro bzw. 690.000 US-Dollar)
an einem amerikanischen Sammler verkauft worden sein.
(Quelle: Webseite der Reel Poster Gallery, London, und diverse Pressemeldungen)
- Meuterei auf der Bounty / Mutiny On The Bounty (USA 1935) M.G.M. 1935, 141 × 95 cm
Eine sw-Abbildung enthalten in: Plakate Jörg Weigelt Auktionen Nr. 6, am 28. Mai 1988, Seite 58, Position 265 und eine Farbabbildung auf Farbtafel IV.
- Mit Büchse und Lasso (USA 1949, mit John Wayne und Ella Raines), RKO Radio 1949, 86 × 61 cm
- Mordsache Cenci (I 1941), 1942, 59,5 × 42 cm
- Nordlicht (D 1938), 1938, 34 × 47 cm
- Opium (USA 1948, mit Dick Powell), Columbia 1948, 85 × 61 cm
- Rango (USA 1931), 1931, 138 × 95 cm, Druck: A. Scherl, Berlin.
Eine Farbabbildung enthalten in: Plakate Jörg Weigelt Auktionen Nr. 23, am 10. Oktober 1992, Seite 27, Position 85.
- Die rauhen Reiter (USA 1948), Gloria 1948, 84 × 60 cm
- Rigoletto (I 1942), 1942, 83,5 × 60,5 cm
- Robin Hood – König der Vagabunden (USA 1938, mit Errol Flynn), Warner Bros. 1949, 86 × 61 cm
- Robinson Crusoe (1954, Regie: Luis Bunuel), 1954, 84,5 × 60,5 cm
- San Franzisko (USA 1936), M.G.M. 1936, 142 × 95 cm, Plakatkunstdruck Eckert, Berlin.
Eine sw-Abbildung enthalten in: Plakate Jörg Weigelt Auktionen Nr. 6, am 28. Mai 1988, Seite 59, Position 266 und eine Farbabbildung auf Farbtafel IV.
- Savoy-Hotel 217 (auch: Mord im Savoy, mit Hans Albers) (D 1936), 1950, 83 × 59,5 cm
- Der Schatz der Sierra Madre / Treasure of the Sierra Madre (USA 1948, mit Humphrey Bogart, Regie: John Huston), Warner Bros. 14. Juni 1949, 84 × 59 cm, Druck: Druckhaus Tempelhof, Berlin.
Eine sw-Abbildung enthalten in: Plakate Jörg Weigelt Auktionen Nr. 6, am 28. März 1988, Seite 62, Position 283 und eine Farbabbildung auf Farbtafel IV.
Sowie eine Farbabbildung in: Plakate Jörg Weigelt Auktionen Nr. 23, am 10. Oktober 1992, Seite 33, Position 115.
- Das Schicksal derer von Habsburg (D 1928), 1928, 127 × 88,5 cm
- Schmuggler von Saigon (USA 1948, mit Alan Ladd und Veronica Lake), Paramount 1948, 85 × 61 cm
- Eine Seefahrt die ist lustig (D 1935), Rheinische Film G.m.b.H. 1935, 137 × 95 cm, Plakatkunstdruck Eckert, Berlin.
Eine sw-Abbildung enthalten in: Plakate Jörg Weigelt Auktionen Nr. 6, am 28. Mai 1988, Seite 57, Position 251.
- Die Sehnsucht jeder Frau (USA 1930), 1930, 137 × 94 cm
- Stadt ohne Maske / The Naked City (USA 1948, mit Barry Fitzgerald), Universal Pictures 1949, 82 × 59 cm, Druck: Lindemann & Lüdecke, Berlin.
Eine sw-Abbildung enthalten in: Plakate Jörg Weigelt Auktionen Nr. 6, am 28. Mai 1988, Seite 62, Position 284.
- Tagebuch einer Verlorenen (D 1929), 1929, 137 × 91 cm
- Die Tochter des Korsaren (I 1940), 1950, 85,5 × 61 cm
- Unterwelt / Underworld (D 1927), Paramount im Verleih der ParUfaMet 1928, 142 × 95 cm
- Vererbte Triebe (D 1929), 1929, 137 × 90,5 cm
- Vier Federn / Four Feathers (USA 1929, mit William Powell, Richard Arlen und Fay Wray), Paramount 1930, 140 × 95 cm, Druck: August Scherl, Berlin.
Eine sw-Abbildung enthalten in: Plakate Jörg Weigelt Auktionen Nr. 29, am 23. April 1994, Seite 49, Position 178.
Sowie eine sw-Abbildung enthalten in: Plakate Jörg Weigelt Auktionen Nr. 33, am 18. März 1995, Seite 15, Position 41.
- Violantha (USA 1927),
- Weiße Schatten (USA 1928), 1929, 143 × 95,5 cm
- Die Wikinger (USA 1958), United Artists 1958, 84 × 61 cm
- Winchester 73 (USA 1950, mit James Stewart und Shelley Winters), Universal Pictures 1950, 86 × 61 cm
- Die Wirtin zum weißen Rössl (auch: Die Wirtin vom Seehotel) (D 1943), 1950, 86 × 61 cm